# 11802 Ivanovski
11802 Ivanovski este o planetă minoră (asteroid) din centura de asteroizi. A fost descoperită pe 1 martie 1981 la Observatorul Siding Spring de Schelte J. Bus și a fost numită după Stavro L. Ivanovski⁠(d). 
Obiectul prezintă o orbită caracterizată de o semiaxă mare de 2,2430514 UAi, o excentricitate de 0,07, o înclinație de 5,11112 ° în raport cu ecliptica.